# Anua prunicolor
Anua prunicolor är en fjärilsart som beskrevs av Moore 1884. Anua prunicolor ingår i släktet Anua och familjen nattflyn. Inga underarter finns listade i Catalogue of Life.